# 神戸電子専門学校
神戸電子専門学校（こうべでんしせんもんがっこう、英語: Kobe Institute of Computing - College of Computing）は、1958年に設立された兵庫県神戸市中央区にある私立の専門学校。設置者、理事長は福岡富雄。設置者は学校法人コンピュータ総合学園。校長は福岡壯治。

## 概要
ITや電子工学などのエンジニア系だけでなく、ゲームソフトやサウンドといったエンターテイメント分野から、グラフィック、建築CAD、工業デザインといったデザイン分野にわたり、10分野22学科（留学生向けの「日本語学科」「国際コミュニケーション学科」を含めて）を擁する総合学園。理事長は福岡富雄。TVCMでは「トノサマバッタという名前ですが、殿様ではありません。」というキャッチコピーで有名。

## 沿革
- 1958年　「神戸電子学園」を創立。電子工学及び、TV修理技術の修得を目的とした1年制の専門課程を設置。
- 1961年　電子計算機（コンピュータ）の基礎研究を開始。
- 1964年　現在地に新校舎建設。
- 1965年　校名を「神戸電子専門学校」に改称。学校教育法に基づき各種学校として認可。アセンブラ・FORTRAN等のプログラミング実習用に電子計算機を導入。電子計算科を設置し、電子計算機関連技術の教育を開始。
- 1966年　情報処理学科を設置。
- 1971年　国内初のコンピュータ技術の教科書「電子計算機－総合設計と基本プログラミング」を出版。専門課程にて電子計算機のハード分野教育を開始。
- 1972年　情報処理技術者試験取得を目標として電子計算科を情報処理科に名称変更。併せてハード分野の専門課程（本科）を情報技術科に名称変更。
- 1976年　学校教育法の改正により兵庫県下第一号の工業系専修学校として認可。「中館」校舎完成、汎用コンピュータFACOM導入。
- 1977年　学校法人「福岡学園」立の専修学校として認可。
- 1979年　第2コンピュータ室完成を機に汎用コンピュータを増設。「北館」校舎拡充。
- 1981年　「本館」校舎を新築、汎用コンピュータFACOM増設。
- 1982年　無料職業紹介所認可開設。汎用コンピュータFACOM V830、230/38などを増設。
- 1984年　収容規模2倍の「南館」校舎完成。文部省（現文部科学省）大型設備資金補助により、TSSオンラインシステムの大型コンピュータを増設し、バッチ処理大型機も併設。
- 1985年　法人名を「福岡学園」より「コンピュータ総合学園」に改称。
- 1986年　ビジネス分野の学科設置をおこなうと同時に学科体系を整備。TSSオンラインシステムの大型コンピュータを増設。
- 1988年　汎用大型コンピュータFACOM M760導入。学校に隣接して学生寮施設2棟を拡充。文部省（現文部科学省）より「職業教育高度化開発研究」校として指定を受ける。
- 1989年　MML（マイクロ・メインフレーム・リンク）システムを導入。
- 1990年　通産省（現経済産業省）より「情報化人材育成連携機関」として認定。
- 1991年　日本情報処理教育普及協会（現：サーティファイ）より全国最優秀指導校賞を受ける。
- 1993年　第1種情報処理技術者試験取得を目的とした1種受験コースを情報処理学科に、SE（システムエンジニア）を目指すSEコースを情報総合学科にそれぞれ設置。
- 1994年　ゲームソフトコースを情報処理学科に設置。広中平祐賞を2年連続受賞。
- 1995年　阪神淡路大震災を機にコンピュータグラフィックス分野のカリキュラムCG/CADコースを設置。マルチメディア研究と産学連携を目的としたデジタルメディア研究室を開設。
- 1996年　全国に先駆けLinux技術を用い、校内全実習室をネットワーク化。通産省（現経済産業省）より「情報化人材育成学科」として認定。
- 1997年　マルチメディア館完成に伴い、神戸電子デジタルメディア・チャレンジ・サーキット「Challenger」を構築。マルチメディアへの対応を強化すべくデジタルサウンド分野のカリキュラムを設置。設置4学科・コースをカリキュラム7分野別の専攻として整備。
- 1998年　CG/CAD専攻をデジタルデザイン専攻とCAD専攻に分化。デジタルサウンド専攻をサウンドアート専攻とサウンドテクニック専攻に分化。
- 2004年　中華人民共和国清華大学との教育連携。OSDL（Open Source Development Labs）参加。
- 2005年　中国職場指導者招聘事業による訪日団来校。神戸情報大学院大学開学。ITエキスパート学科設置。CG研究科設置。
- 2006年　インダストリアルデザイン学科設置
- 2007年　日本語学科設置
- 2008年　創立50周年。福岡富雄理事長　叙勲　瑞宝双光章を受章。デジタルアニメ学科設置。声優タレントコース設置。インテリアデザインコース設置。総合研究科設置（CG研究科を名称変更）
- 2009年　ETロボコンチャンピオンシップ大会（全国大会）にて総合順位第4位を獲得。
- 2010年　10棟目の校舎「学生会館」を増設
- 2013年　創立55周年
- 2014年　第9回若年者ものづくり競技大会「グラフィックデザイン」にて1位（厚生労働大臣省）と2位を獲得
- 2015年　技能五輪国際大会に日本代表として出場（職種：グラフィックデザイン）。文部科学大臣より設置15学科が「職業実践専門課程」として認定
- 2016年　情報処理学科にWebサービス・開発に特化した実践的なカリキュラムのWebエンジニアコースが新設
- 2019年　12棟目の校舎「共創館」を増設
- 2021年　情報処理学科WebエンジニアコースをAIシステム開発学科に学科改組
- 2022年　eスポーツ大会の企画・運営を担うエンジニアを育成する、ゲームソフト学科esportsコースを新設（2023年4月から、esportsエンジニア学科に改組予定）

## 設置学科
現在25の学科またはコースが設置されている。太字は職業実践専門課程の対象学科
特に記載がない限り付与される称号は工業専門課程である
| 分野又は研究科         | 学科又はコース                                                         | 修業年限 | 卒業時付与称号               |
| ---------------------- | ---------------------------------------------------------------------- | -------- | ---------------------------- |
| IT                     | 情報処理学科                                                           | 2        | 専門士                       |
| IT                     | AIシステム学科                                                         | 2        | 専門士                       |
| IT                     | ITスペシャリスト学科                                                   | 3        | 専門士                       |
| IT                     | ITエキスパート学科                                                     | 4        | 高度専門士                   |
| ハード                 | 情報工学科                                                             | 2        | 専門士                       |
| ビジネス               | 情報ビジネス学科                                                       | 2        | 専門士                       |
| ゲームソフト           | プログラミング学科                                                     | 2        | 専門士                       |
| ゲームソフト           | esportsエンジニア学科                                                  | 2        |                              |
| ゲームソフト           | ゲームエンジニア学科                                                   | 3        | 専門士                       |
| ゲームソフト           | ゲーム開発研究学科                                                     | 4        | 高度専門士                   |
| グラフィックス         | グラフィックデザイン学科                                               | 2        | 専門士                       |
| グラフィックス         | 3DCGアニメーション学科                                                 | 2        | 専門士                       |
| グラフィックス         | デジタルアニメ学科                                                     | 2        | 専門士                       |
| サウンド               | サウンドクリエイト学科                                                 | 2        | 専門士                       |
| サウンド               | サウンドテクニック学科                                                 | 2        | 専門士                       |
| サウンド               | 声優タレント学科                                                       | 2        | 専門士                       |
| CAD                    | 建築インテリアデザイン学科 - 建築デザインコース - 建築インテリアコース | 2        | 専門士                       |
| CAD                    | インダストリアルデザイン学科                                           | 2        | 専門士                       |
| 国際コミュニケーション | 国際コミュニケーション学科                                             | 2        | 専門士                       |
| 総合研究科             | 建築コース                                                             | 1        |                              |
| 総合研究科             | CGコース                                                               | 1        |                              |
| 日本語分野             | 進学2年コース                                                          | 2        | 専門士（文化・教養専門課程） |
| 日本語分野             | 進学1年6か月コース 1年6か月制：10月入学                                | 1年6か月 |                              |

## 所在地
- 兵庫県神戸市中央区北野町1-1-8

## 併設校
神戸情報大学院大学
卒業時に高度専門士が授与される学科では併設校である神戸情報大学院大学への受験資格が与えられる。但し、入学には別に入学試験に合格する必要がある。